# The Dø
더 도우(The Dø)는 프랑스, 핀란드의 인디 팝 듀오로, 2005년 프랑스 파리에서 결성되었다. 2008년 데뷔 앨범 A Mouthful 을 발매했다. 데뷔 앨범은 프랑스 음반 차트 1위에 오르면서, 영어로 활동하는 프랑스 음악 그룹 중 최초로 앨범 차트 1위를 달성한 그룹이 되었다.

## 음반 목록
- A Mouthful (2008)
- Both Ways Open Jaws (2011)
- Shake Shook Shaken (2014)